# Lumbrineris funchalensis
Lumbrineris funchalensis är en ringmaskart som först beskrevs av Johan Gustaf Hjalmar Kinberg 1865.  Lumbrineris funchalensis ingår i släktet Lumbrineris och familjen Lumbrineridae. Arten har ej påträffats i Sverige. Inga underarter finns listade i Catalogue of Life.